# Пхукет (город)
Пхуке́т, Пуке́т (тайск. เทศบาลนครภูเก็ต) — город в Таиланде, столица провинции Пхукет.
Население — 83 тыс. чел. Руководство городом осуществляется Городским муниципалитетом.

## География
Город расположен в юго-восточной части острова Пхукет на берегу Пхукетского залива Андаманского моря. Расстояние до столицы составляет 850 км. Ближайшие города — Кату и Таланг, ближайший административный центр — Пханг Нга (88 км).

## Климат
Пхукет-таун находится в тропической зоне, поэтому на климат большое влияние оказывают муссоны. Различают два сезона: дождливый (с июня по октябрь), когда дуют юго-западные муссоны, и сухой (с ноября по май), сезон северо-восточных муссонов.
Больше всего осадков (до 410 мм) выпадает в сентябре, самые сухие месяцы — январь, февраль, март (30 мм осадков). Самый жаркий месяц — апрель, температура воздуха может подниматься до 37 градусов. В остальные месяцы средняя дневная температура 28-30 градусов, ночная — 22-25. Во влажный сезон часто случаются штормы, дуют сильные ветры.

## История
С 13 марта 2004 года стал официально именоваться Пхукет Сити. В архитектурном плане город имеет отчётливые черты португальского колониального стиля, несмотря на то, что колонией никогда не являлся. Большинство населения города составляют китайцы, главным городским праздником считается «Вегетарианский фестиваль» имеющий корни религиозного национального китайского праздника. К достопримечательностям города можно отнести храм Пат Яв, имеющий более 200-летнюю историю, возведён китайскими переселенцами на западе города, посвящён богине Гуань Инь.

## Экономика

### Транспорт

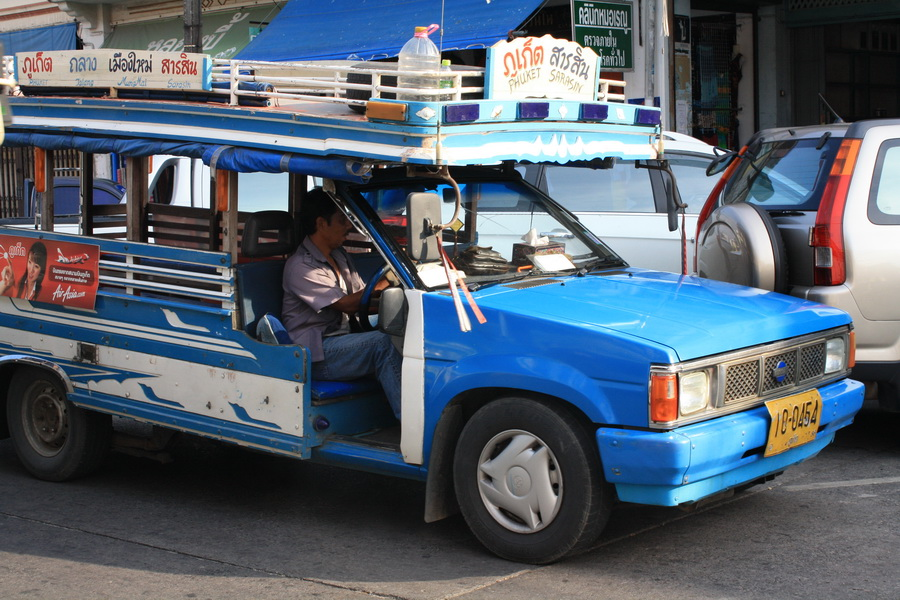
Городской автобус в Пхукет-тауне

В городе 2 автобусных терминала: главный и местный (локальный). Главный терминал находится на улице Пханг Нга. Оттуда можно добраться до следующих населённых пунктов: Бангкок, Такуапа, Транг, Као Лак, Курабури, Ранонг, Чумпхон, Краби, Сатун, Сунгиколок, Паталонг, Хатйай, Сонгкхла, Паттани, Наративат, Колок, Сураттани, а также до островов Ланта, Самуи и Панган.
Автобусы бывают 1 и 2 класса. Автобусы первого класса делают остановки только в крупных населённых пунктах. Они оборудованы кондиционерами и телевизорами. Пассажирам выдают сухой паёк и воду, на дальних маршрутах предусмотрена остановка на обед, входящий в стоимость билета. В автобусах 1 класса некоторых компаний есть VIP-места. Они находятся на первом этаже 2-этажного автобуса и отличаются наличием отдельного телевизора, мягких диванов и столиков. Автобусы 2 класса делают множество остановок, поэтому едут медленнее. Кондиционера в них чаще всего не бывает (в зависимости от транспортной компании).
От местного автобусного терминала ездит общественный транспорт сонгтео (крытый тентом грузовик с двумя лавками) в пределах острова по маршрутам:
- Пхукет-таун — Патонг
- Пхукет-таун — Ката — Карон
- Пхукет-таун — Раваи — Найхарн
- Пхукет-таун — мост Сарацин
- Пхукет-таун — мыс Панва — Пхукетский Аквариум
- Пхукет-таун — ТЦ Central Festival — ТЦ Big C — Кату
- Пхукет-таун — Чалонг

В Пхукет-тауне действуют 2 городских автобусных маршрута (номер 1 и 2), оба начинаются от главного автобусного терминала, карты маршрутов развешаны по всему городу.
В 32 километрах на север от города (40 мин. на автотранспорте) расположен единственный на острове аэропорт — Международный аэропорт Пхукет.

## Достопримечательности

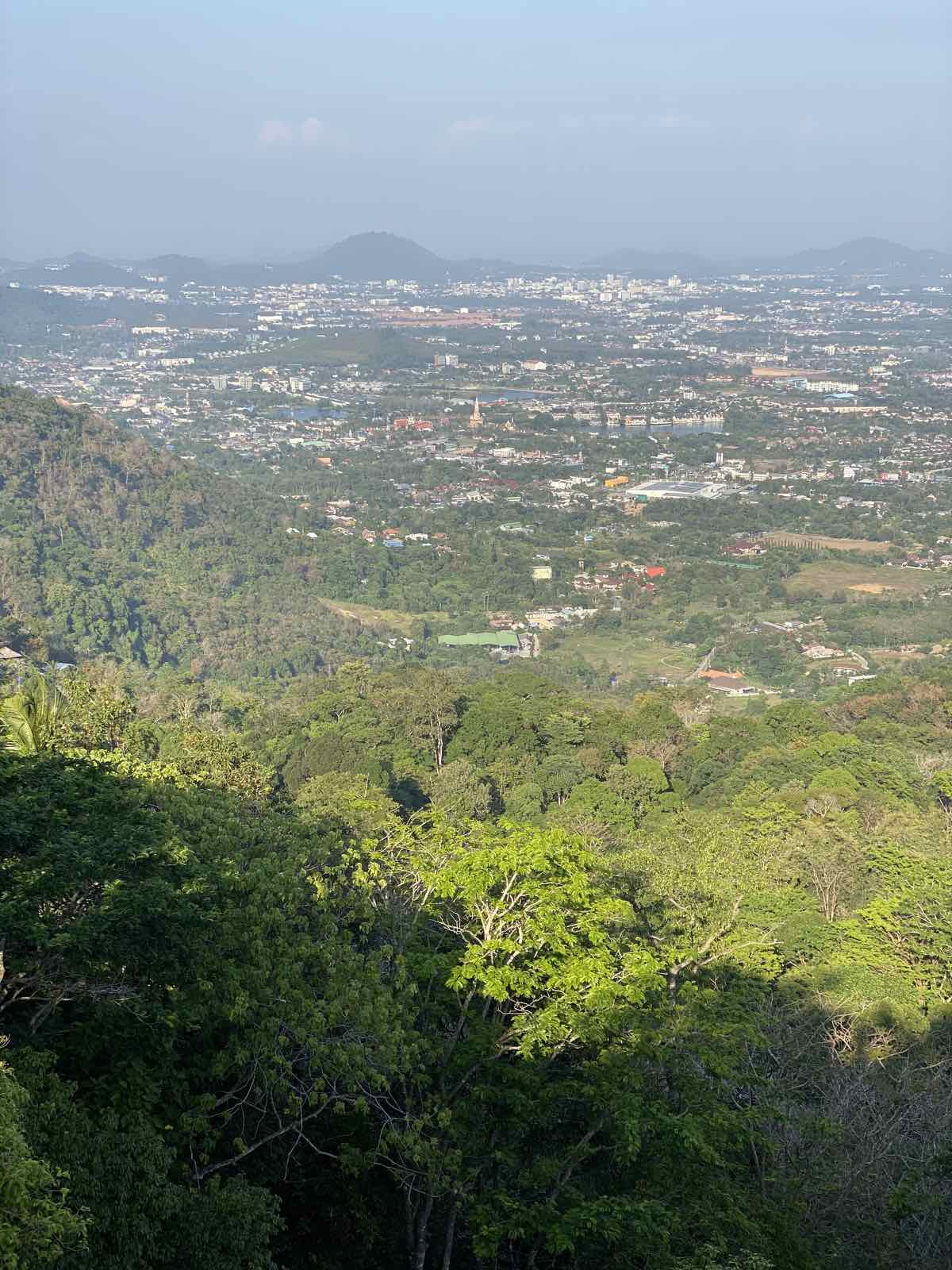
Вид на город Пхукет с холма Као Ранг

- Музей китайского быта (Thai Hua School) находится по адресу улица Краби, д. 28 в здании первой китайской школы на острове. Она была предназначена для детей китайских эмигрантов. Весной 2010 года в особняке ещё проходил ремонт, тут планируется открыть музей, посвящённый жизни китайских эмигрантов — добытчиков олова.
- Филателистический музей — расположен в старом здании почты на улице Монтри. Состоит из двух небольших залов. В первом выставлены стенды на тайском языке, посвящённые разнообразным общественным событиям. Во втором — телеграфное оборудование разных лет. Ни одной марки в музее нет. Вход бесплатный.
- Музей Пхукета находится на улице Рассада в одном из зданий отеля «Таворн» и занимает весь первый этаж, включая лобби. В нём собраны самые разнообразные предметы конца XIX и начала XX веков, такие как: огромный кинопроектор, керамическая подставка под голову для курильщиков опиума, кусок оловянной руды, служивший талисманом китайским морякам, и многое другое. Вход в музей платный, на май 2010 г. его стоимость составляла 30 бат.
- Отель Он-Он — один из самых старых, а сейчас и самых дешёвых, отелей Пхукет-тауна. Особую известность приобрёл благодаря фильму «Пляж», который снимался именно там, в комнате 37.
- Городская Администрация — здание, построенное в 1907—1913 гг. строительной компанией Тонгка на деньги одного из владельцев оловянных шахт. В обмен на строительство Администрации губернатор Ко Сим Би сделал ему уступки при оформлении участка земли в центре Пхукет-тауна на улице Монтри, напротив здания почты. Здание 2-этажное, оба этажа по периметру окружают крытые галереи, в которые выходят многочисленные двери. По изначальному проекту дверей было 99, окон не было вовсе, но позже здание было частично перестроено и окна появились. Официальное открытие состоялось в 1917 г. во время второго визита на остров короля Рамы VI. Там до сих пор размещается городская Администрация.

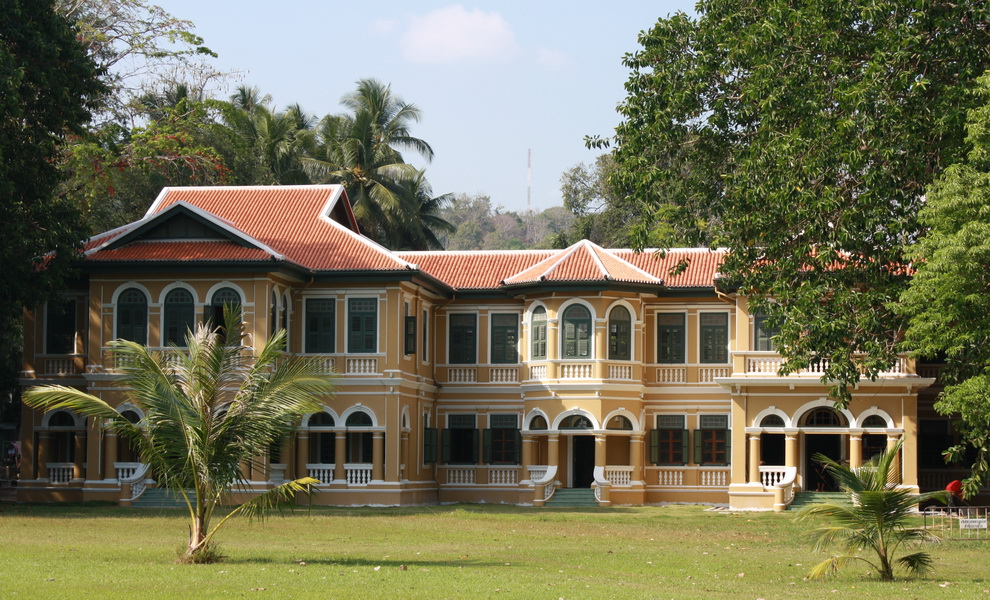
Особняк семьи Чинпрача, построенный в 1930 г. в Пхукет-тауне, Таиланд. На сегодняшний день семье не принадлежит.

- Дом Чинпрача — двухэтажный китайский особняк 1907 года постройки, принадлежащий семейству Чинпрача. Находится на улице Краби. На первом этаже открыт музей китайского быта, вход платный (на весну 2010 года стоимость составляла 150 бат). На соседнем участке стоит особняк '1930 года, ранее также принадлежавший этой семье. Сейчас в нём расположена школа кулинарного искусства, иногда здание сдаётся под проведение различных мероприятий (свадеб, банкетов).

- Сои Романи — переулок, соединяющий улицы Дибук и Таланг неподалёку от монастыря Монгколнимит. Особую известность приобрёл в конце XIX века, когда приказом губернатора туда были отселены все портовые проститутки. Сейчас представляет собой живописную узкую улочку, состоящую из хостелов, кафе, магазинов, рассчитанных исключительно на туристов.

### Китайские храмы (даосизм)
- Храм Сан Чао Саенг Тхам

Иначе Тенг Конг Тонг, или Синг Джиа Конг. Китайский храм, построенный Луанг Амнат Нарараком (Тан Куад) в 1889—1891 гг. в честь семьи Тан. Храм построен в фудзяньском стиле и посвящён Пхра Онг Сун Таи Саи, но в нём также поклоняются и другим божествам. Расположен на улице Пханг Нга.
- Храм Джуи Туи Тао Бо Кенг

Изначально этот китайский храм находился на улице Ранонг, но был перенесён вследствие пожара. Местные жители переместил Хео Хау (священный огонь) в храм Пуд Джор. В ходе вегетарианского фестиваля пламя было заново освящено в бетелевом саду по соседству с Пуд Джор. Позже владелец сада пожертвовал землю на строительство храма Джуи Туи Тао Бо Кенг. Храм был построен силами прихожан, которые молились в нём, прося здоровья.
- Храм Пуд Джор

Построен в восьмидесятые годы XIX века в честь богини Куан Им (Те Гуанинь), но также является местом поклонения другим богам: Пхра Пхо Тхисат Куан Им и Чао Пхо Суи. Здесь молятся о защите от демонов и просят послать удачу.
- Храм Банг Ниау

Также известен как храм основания Тхеп Раси. Посвящён Пхра Тиан Ху Нгуан Соу (Лао ла). Сохранился практически без изменений с момента постройки в 1934 году. Его стены расписаны иллюстрациями на сюжеты китайской литературы и изображают животных, которые, если верить китайским традициям, приносят удачу.
- Храм Пор Тор Конг

Также имеет название Сенг Тек Бью Куан Им Таи Сеу. Расположен на улице Та Куа Тунг. Здесь молятся о здоровье. Ежегодно в седьмом месяце по китайскому или в девятом по тайскому календарю в храме проводится фестиваль, посвящённый почитанию предков.
- Храм Кию Тхаин Кенг

Храм построен в 1996 году в честь богини Кию Тхаин Хиань Лю, чтобы защитить город от несчастий. Считается, что именно благодаря защите этой богини город Пхукет практически не пострадал во время цунами 2004 года.

### Тайские храмы (хинаяна)

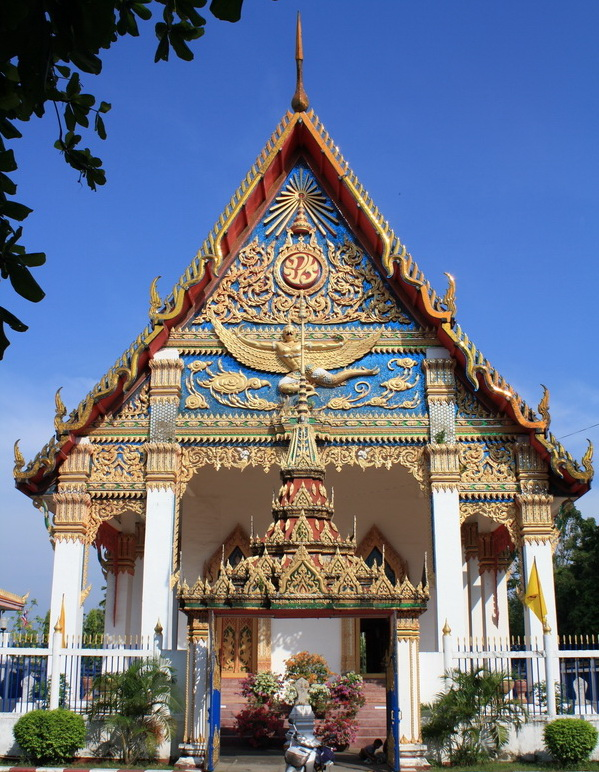
Монастырь Монгколнимит в Пхукет-тауне, Таиланд

- Ват Монгколнимит — крупнейший тайский монастырь в городе, центр религиозной жизни тайского населения. На его территории находится школа.

## Парки

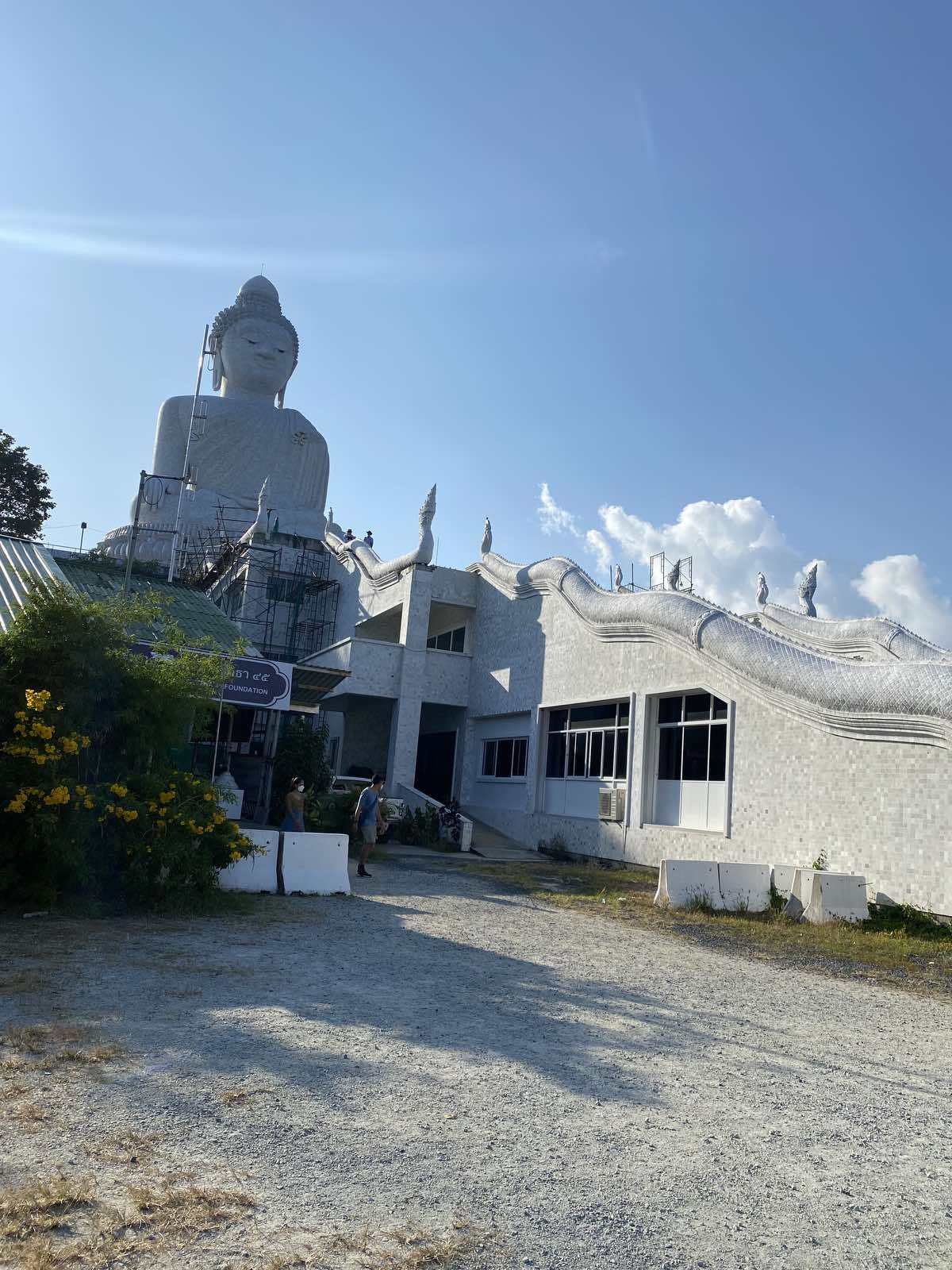
Статуя Будды на холме Као Ранг

- Као Ранг — один из двух городских холмов (западный), на вершине которого находится смотровая площадка с видом на Пхукет-таун и юго-восточную часть острова. На вершину ведут 3 узкие извилистые дороги. На одной из них (улица Као Ранг) находится тайский буддийский храм, в котором на возвышении установлена большая статую сидящего Будды. На вершине холма — фитнес-парк, памятник Ко Сим Би, 2 магазина, 2 кафе с открытыми террасами.
- Сапан Хин — городской парк, находящийся на одноимённом мысе, неподалёку от рыбацкого порта. Там расположены: центр защиты мангровых лесов, китайский храм, монумент, посвящённый 60-летию первой драги, которую привёз на Пхукет австралиец Эдвард Томас Майлс, памятник «отцу Тайского Королевского Военного Флота» Кром Лаунг Чумпхон Удомсаку, спортивный и IT образовательный центры. По праздникам на Сапан Хине устанавливают сцену и открывается ярмарка.
- Парк Рамы IX — довольно крупный для Таиланда городской парк, на территории которого находятся несколько прудов, представляющих собой затопленные оловянные разработки. Излюбленное место отдыха пхукетских школьников.